# Ейлат
Ейлат (на иврит: אֵילַת; на арабски: إيلات(audio)) е най-южният град в Израел. Административно принадлежи към Южен окръг.

## География
Разположен е в най-южната част на Израел, в пустинята Негев, на тясната израелска крайбрежна ивица на Червено море в най-вътрешната, северна част на Акабския (Ейлатския) залив. Градът е натоварено пристанище на Червено море (единствено за Израел) и същевременно предпочитан курорт. По официални статистически данни жителите на Ейлат са около 46 600.
Градът разполага с международно летище, а практически една голяма част от вноса на суровини в Израел, в това число и на енергоносители, минава през пристанището на града.
Липсата на питейна вода в района на Ейлат до голяма степен се компенсира от инсталациите за обезсоляване на солена вода.